# تود هيكس
تود هيكس (بالإنجليزية: Todd Hicks)‏ (3 نوفمبر 1974 في الولايات المتحدة - ) هو مدرب كرة قدم ولاعب كرة قدم أمريكي في مركز الدفاع. لعب مع Crystal Palace Baltimore ‏ وBaltimore Bays (1993–1998) ‏ وBaltimore Blast ‏ وDelaware Wizards ‏.